# Albert von Levetzow

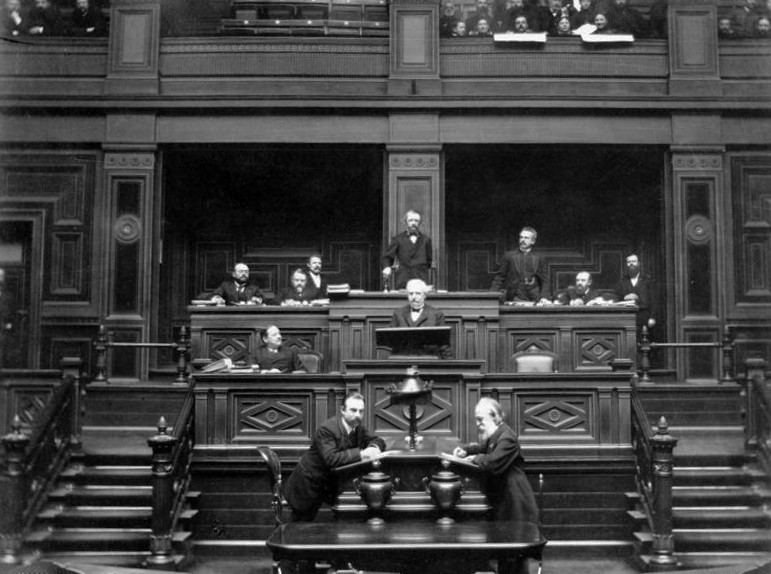
Levetzow en tant que président de la salle plénière du Reichstag à Leipzigerstrasse

Albert von Levetzow (né le 12 septembre 1827 à Gossow près de Königsberg-en-Nouvelle-Marche et mort le 12 août 1903 dans la même ville) est un homme politique prussien du parti conservateur allemand. Il est député du Reichstag de 1867 à 1871, 1877 à 1884 et 1887 à 1903 et son président de 1881 à 1884 et 1888 à 1895. De 1890 jusqu'à sa mort, il est député la Chambre des seigneurs de Prusse. De 1876 à 1896, von Levetzow est également directeur d'État de l'Association provinciale de Brandebourg (de).

## Biographie
Albert von Levetzow est issu de la famille noble du Mecklembourg Levetzow. Il étudie au lycée de l'abbaye Sainte-Marie à Stettin. Après avoir obtenu son diplôme d'études secondaires, il étudie le droit et les sciences politiques de 1846 à 1849 à l'Université Frédéric-Guillaume de Berlin, à l'Université de Heidelberg et à l'Université Frédéric de Halle. Il devient actif dans le Corps Saxo-Borussia Heidelberg (1847) et dans le Corps Marchia Halle (de) (1851). Saxo-Borussia lui décerne ensuite le titre de membre honoraire. En 1849, il rejoint l'administration de Prusse en tant qu'auscultateur et devient assesseur de la cour en 1855/56.
En 1857, il passe à l'administration interne et devient évaluateur du gouvernement au Ministère prussien des Affaires spirituelles, éducatives et médicales. Il prend un congé en 1860 et quitte la fonction publique un an plus tard pour gérer le manoir familial. Selon le carnet d'adresses général des propriétaires de manoirs en Prusse, ce domaine de Gossow comprend environ 544 hectares de terres. Parmi ceux-ci, 38 hectares appartiennent à la propriété forestière. Des décennies plus tard, Gossow a également le statut de manoir pouvant être compté par un conseil de district et reste très constant en taille à 554 ha .
De 1867 à 1876, il est administrateur de l'arrondissement de Königsberg-en-Nouvelle-Marche (de) et de 1876 à 1896 directeur d'état de l'Association provinciale de Brandebourg (de). Il est considéré comme un administrateur confirmé.
Pour le Parti conservateur prussien, Levetzow siège au Reichstag de la Confédération de l'Allemagne du Nord de 1867 à 1871, où il représente la circonscription de Königsberg-en-Nouvelle-Marche. De 1877 à 1884, en tant que membre du parti conservateur allemand, il est député du Reichstag pour la 3e circonscription du district de Francfort. Après une pause de trois ans, il retourne au Reichstag en 1887, où il siège pendant quatre autres législatures jusqu'à sa mort en 1903. Il estprésident du Reichstag de 1881 à 1884 et de 1888 à 1895. En 1895, la Levetzowstrasse à Berlin-Moabit porte son nom. En 1897, il reprend la direction de la faction conservatrice allemande du Reichstag . De plus, à partir de 1890, von Levetzow est nommé à vie par le roi en tant que député de la Chambre des seigneurs de Prusse.
Levetzow occupe divers postes honorifiques dans l'Église protestante. En 1880 et 1881, il est président du synode provincial de la province ecclésiastique de Brandebourg. C'est à Levetzow que l'on doit la fondation de l'hôpital ophtalmologique Albert-Charlotten-Heim en 1882. Il participe à l'Association protestante de construction d'églises (de) fondée en 1884. À la demande d'Augusta-Victoria, il préside l'Association d'aide aux églises évangéliques dès sa fondation le 28 mai 1888 jusqu'à sa mort.
À partir de 1890, il est membre honoraire de la Société d'anthropologie et d'études classiques de Basse-Lusace, ainsi que président honoraire de la Brandenburgia (de). En 1884, il devient commandeur honoraire et trésorier de l'ordre de Saint-Jean. En 1888, il devient commandeur de la Société coopérative de Brandebourg et en 1886 chancelier de l'ordre dans son ensemble. Albert von Levetzow devient chanoine de l'évêché de Brandebourg.
Albert von Levetzow se marie en 1864 avec Charlotte von Oertzen-Sophienhof. Le couple ont deux fils, Gerd Heinrich, décédé prématurément en 1869, et Gerd Wilhelm von Levetzow (1874-1925), marié à Esther von Kleist-Rauden, qui dirige avec Groß-Wubiser un autre domaine de 102 ha dans la Nouvelle-Marche puis hérite ensuite de Gossow. Gross-Wubiser provient quant à lui de la succession de son oncle Karl von Levetzow. La lignée familiale Levetzow-Gossow elle-même appartient à la branche mecklembourgeoise de la maison Klaber-Gossow.